# 鄂氏麂羚
鄂氏麂羚（Cephalophus ogilbyi），又名奧氏小羚羊或奧吉碧遁羚，是分佈在塞拉里昂、利比里亞、加納、尼日利亞東南部、赤道畿內亞的比奧科島及加蓬的麂羚。为濒危野生动植物种国际贸易公约附录II所列的保护动物。
鄂氏麂羚重20公斤，肩高達56厘米。牠們的毛色由栗褐色至深褐色不等，後半身是典型的麂羚體型。
鄂氏麂羚主要棲息在高海拔的雨林，吃樹上掉下來的果實。
現存數量估計有30000頭，當中12000頭為C. o. ogilbyi及18000頭為C. o. crusalbum。

## 亚种
其下已知有兩個亞種：
- Cephalophus ogilbyi ogilbyi
- Cephalophus ogilbyi crusalbum

第三個亞種的Cephalophus ogilbyi brookei現已被認為是獨立的物種，即布魯克盾羚。

## 外部連結
- ultimateungulate.com -  （页面存档备份，存于）